# 17503 Celestechild
17503 Celestechild è un asteroide della fascia principale. Scoperto nel 1992, presenta un'orbita caratterizzata da un semiasse maggiore pari a 2,2826470 UA e da un'eccentricità di 0,2481298, inclinata di 22,14398° rispetto all'eclittica.